# Dolmen von Laprougès

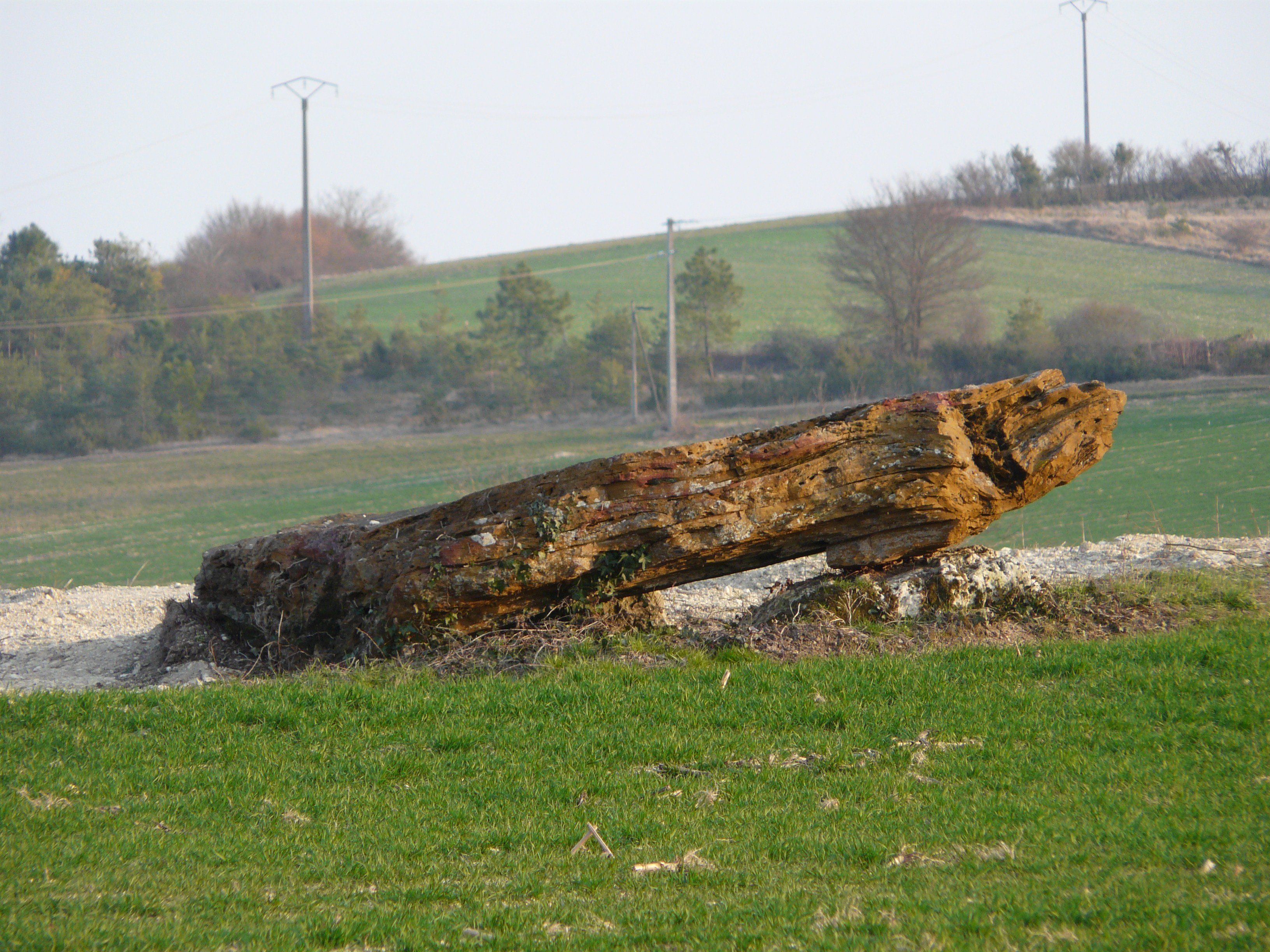
Dolmen von Laprougès

Der Dolmen von Laprougès (auch Dolmen de Beauroulet, Dolmen de Pierre-Rouille, Dolmen du Bost oder Dolmen de Sencenac genannt) liegt südlich der Straße D106, südöstlich von Valeuil, im Département Dordogne in Frankreich. Dolmen ist in Frankreich der Oberbegriff für neolithische Megalithanlagen aller Art (siehe: Französische Nomenklatur).
Der einfache Dolmen (französisch Dolmen simple) liegt nahezu eingetieft in der Erde. Sichtbar sind die oberen Enden zweier Tragsteine aus Kalk- und Sandstein und der dunkle, rötlichbraune, eisenhaltige Deckstein von etwa 3,6 × 2,0 m.

Dolmen von Laprougès
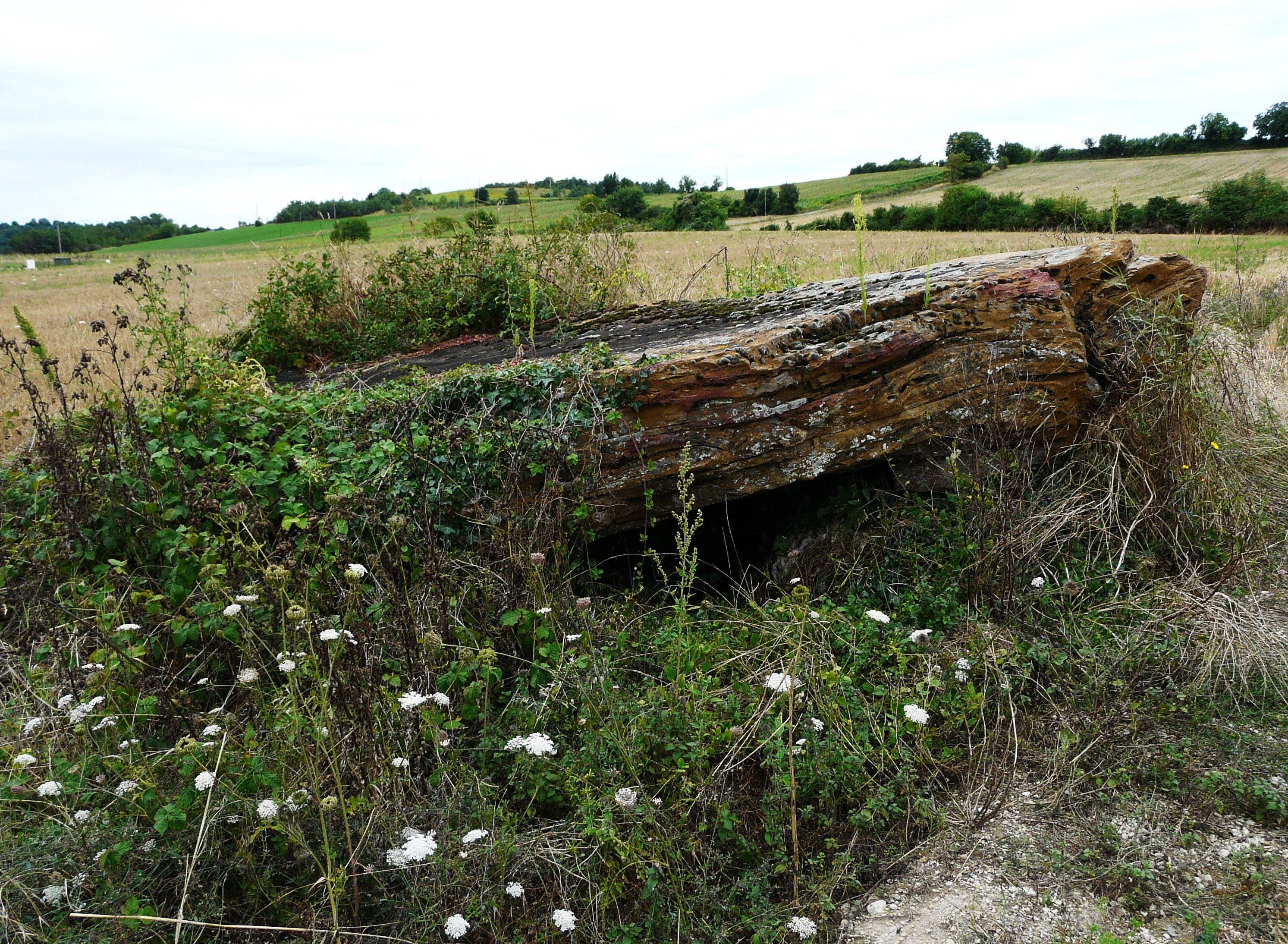
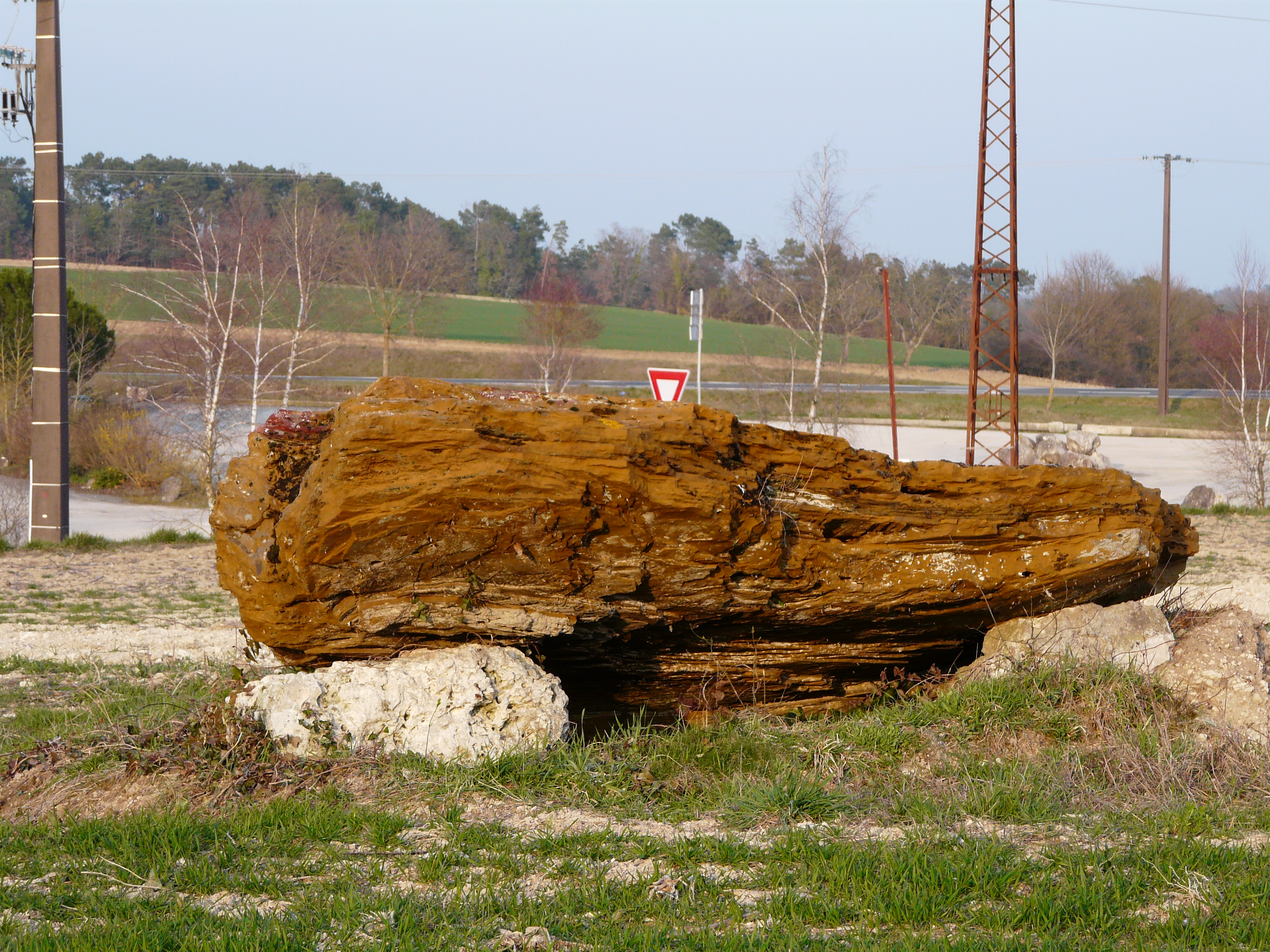

In der Nähe liegt der Dolmen des Coutoux.